# Juan Luna

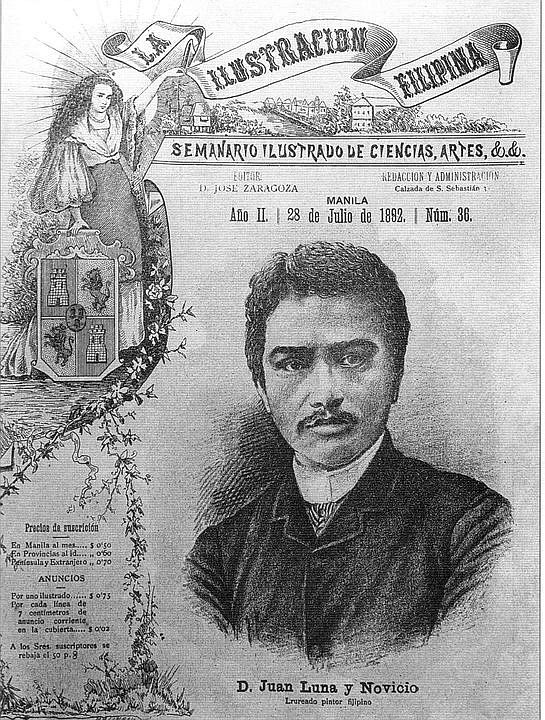
Juan Luna auf der Titelseite einer spanischen Zeitung, der La Ilustración Filipina.

Juan Luna y Novicio (* 23. Oktober 1857 in Badoc; † 7. Dezember 1899 in Hongkong) war ein weit über die Landesgrenzen hinaus bekannter philippinischer Maler. Er war der Bruder von Antonio Luna, einem General und Volkshelden des Inselstaates. Auch Juan Luna selbst gehört zu den bedeutendsten Persönlichkeiten, die die Philippinen hervorgebracht haben.

## Frühe Jahre
Geboren wurde er am 23. Oktober 1857 in Badoc, Ilocos Norte, als drittes von sieben Kindern des Ehepaars Joaquin Luna de San Pedro y Posada und Laurena Novicio y Ancheta. Juan Luna besuchte das Ateneo de Manila und zeigte bereits früh sein Interesse und seine Begabung für die Malerei. 1874 erlangte er seinen Abschluss als Bachelor of Art (Bachelor der Kunst). Daneben studierte er die Navigation in der Escuela Nautica de Manila und fuhr als Seemann zu verschiedenen Häfen der Welt. Wann immer jedoch sein Schiff im Hafen von Manila Station machte, nahm er bei Agustin Saiz Malunterricht in der Academia de Dibujo y Pintura.

## Ausbildung
Don Lorenzo Guerero, der das natürliche Talent Lunas bereits früh erkannte, war der erste Tutor des jungen Mannes. Er überredete seine Eltern, ihren Sohn nach Spanien zu schicken, um dort seine Ausbildung in der Malerei vertiefen zu können. Juan reiste schließlich zusammen mit seinem älteren Bruder Manuel, einem Violinisten, 1877 nach Barcelona. In Spanien angekommen, gab er die Seefahrt endgültig auf und schrieb sich in die Escuela de Bellas Artes de San Fernando in Madrid ein, wo es ihm bereits nach kurzer Zeit gelang, den einzigen akademischen Preis dieser Lehranstalt zu gewinnen. Da er mit dem Lehrgehalt der Schule nicht zufrieden war, nahm er Privatunterricht bei Alejo Vera, einem bekannten zeitgenössischen spanischen Maler. Sein Lehrer hielt schnell sehr viel von seinem neuen Schüler und nahm ihn mit zu Studienreisen nach Rom und Paris.
In Rom erweiterte Luna sein Kunstwissen, indem er die unvergänglichen Werke der Meister der Renaissance studierte. In der italienischen Hauptstadt malte er sein Bild Daphne y Cleo, für das er eine silberne Palette von der Liceo Artistico de Manila erhielt. Einen weiteren Preis erhielt er für sein Werk La Muerte de Cleopatra (Cleopatras Tod), das mit einer Silbermedaille bedacht wurde. Dieses Bild wurde später von der spanischen Regierung für eintausend Duros (5000 Peseten) erworben. (Die 5-Peseta-Münze wurde umgangssprachlich als „duro“ bezeichnet).

## Erfolge in Spanien
Lunas wachsende Berühmtheit erreichte bald auch sein Heimatland. Als Anerkennung seiner Leistung und der Verdienste, die daraus resultierten, gestattete ihm die philippinische Regierung ein „Pensionado“, einen Unterhalt, in Höhe einer jährlichen Summe von sechshundert Peso für insgesamt vier Jahre. Für die spanische Regierung malte er in der Folgezeit drei Leinwandgemälde: The Blood Compact („Der Blutvertrag“), Don Miguel Lopez de Legazpi und ein Porträt von Governor Ramon Blanco.
Noch während er in Rom weilte, arbeitete er unaufhörlich an seinem bedeutendsten Werk, Spoliarium. Hierfür bekam er 1884, neben einem weiteren philippinischen Künstler, Felix Resurreccion Hidalgo, in Madrid den ersten Preis, die Goldmedaille der National Exposition of Fine Arts. Sein Bild Battle of Lepanto („Schlacht von Lepanto“) gewann eine weitere Goldmedaille in der Exposition von Barcelona 1888.
Aufgrund ihres Erfolges wurden ihm und Hidalgo alsbald die Ehrerbietung der in Spanien studierenden Filipinos zuteil, unter anderem auch die von José Rizal, der später als die wichtigste Persönlichkeit der philippinischen Geschichte gelten sollte.

## Frankreich

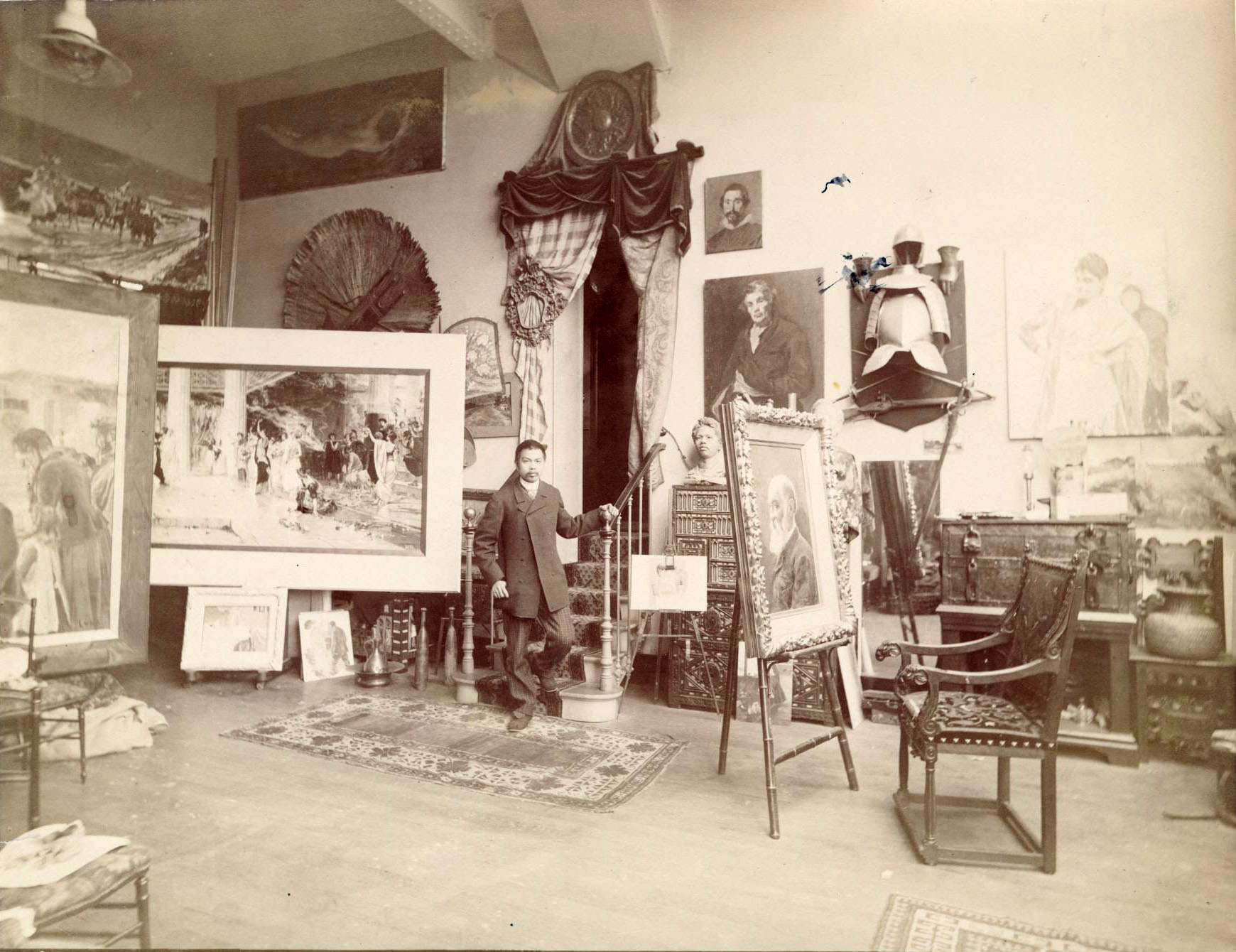
Juan Luna in seinem Pariser Atelier.

Im Jahre 1885 ging Luna nach Paris und richtete sich im Boulevard Arago 65 ein Studio ein, das in direkter Nähe zu dem von Hidalgo lag. Wie bei Hidalgo wurde auch Lunas Studio schnell zu einem Treffpunkt der philippinischen Gemeinschaft in Paris. Hier war es auch, wo Rizal zusammen mit anderen jungen Filipinos die Indios Bravos organisierte, eine Vereinigung von antikolonial eingestellten Auslands-Filipinos.
Im folgenden Jahr 1886 heiratete er Paz Pardo de Tavera, mit der er einen Sohn, Andres, und eine Tochter, Maria de la Paz, hatte, die jedoch früh starb. Die Ehe endete tragisch. In einem Anfall von Eifersucht tötete er am 23. September 1892 seine Frau und seine Schwiegermutter und verletzte seinen Schwager Felix schwer. Sein Fall wurde 1893 vor dem französischen Gericht verhandelt; am 7. Februar wurde er vom Vorwurf des Elternmordes und des Mordes freigesprochen. Fünf Tage danach verließ er Paris und ging zusammen mit seinem Sohn nach Madrid, wo er einige seiner Werke beendete.

## Rückkehr auf die Philippinen
Am 27. April 1894 kehrte er, nach einer 17-jährigen Abwesenheit, auf die Philippinen zurück. Hier fertigte er einige Arbeiten mit philippinischen Szenen an. Im Frühjahr 1896 verließ er sein Heimatland erneut, diesmal in Richtung Japan. Als er nach einigen Wochen zurückkam, verhaftete man ihn am 16. September 1896 und inhaftierte ihn in der Fuerza de Santiago in Manila für fast zwei Jahre. Die Spanier bezichtigten ihn des Mitwirkens an der Katipunan-Revolte, bei der sein Bruder Antonio eine führende Rolle innehatte.
Am 27. Mai 1897, zu Ehren des Geburtstages von König Alfons XIII., wurde er begnadigt. Im folgenden Monat verließ er die Philippinen erneut und reiste wieder nach Spanien.

## Mitglied der Pariser Delegation
Im Jahre 1898 ernannte ihn der Exekutivausschuss der philippinischen Revolutionsregierung zum Mitglied der Pariser Delegation, die an einer diplomatischen Anerkennung der philippinischen Republik arbeitete. Als der Vertrag von Paris am 10. Dezember 1898 unterzeichnet und damit der Spanisch-Amerikanische Krieg besiegelt war, reiste er als Delegationsmitglied nach Washington, D.C., um die amerikanische Regierung zur Anerkennung der philippinischen Regierung sowie der Souveränität der Republik zu drängen.
Als ihn die Nachricht vom Tode seines Bruders Antonio erreichte, reiste er schnellstmöglich nach Hause. Der Weg dorthin führte ihn über Hongkong, wo er am 7. Dezember 1899 einen Herzanfall erlitt und starb, bevor medizinische Hilfe eintraf. Er wurde in Hongkong beerdigt und im Jahre 1920 exhumiert. Der Leichnam wurde zu seinem Sohn auf die Philippinen überführt, der ihm in der Krypta der Kapelle von San Agustin die letzte Ruhestätte gab.

## Lunas Ruhm und Werke
Lunas Ruhm reichte bis weit in die westliche Welt. Er wurde sowohl in Europa als auch in seiner Heimat umjubelt und gefeiert. Als er aufgrund seiner Herkunft von einigen Spaniern skeptisch betrachtet wurde, verteidigte ihn Rizal mit den Worten:
„Genius hat kein Land, Genius bricht überall hervor, ist wie Licht und Luft – ein väterliches Erbgut von allem, weltoffener als der Raum, als das Leben, als Gott.“
Hier eine Auflistung einiger von Lunas Werken:
| - Daphne y Cleo, 1879 - The Death of Cleopatra, ca. 1881 - The Happy Beauty and the Blind Slave, 1881 - Spoliarium, ca. 1884 - Nu femení, 1885 - Blood Compact, 1885 - Governor Ramon Blanco, ca. 1885 - Don Miguel Lopez de Legazpi, ca. 1885 - Roman Ladies, 1886 - España y Filipinas, 1886 - Mestiza Lady at her Dresser, 1887 - The Battle of Lepanto, 1888 | - Peuple et Rois, 1888 - Figura, 1898 - Souvenir de 1899 - Herois Anònims, 1891 - Parisian Life, 1892 - Portrait of a Bulakenya - Puesta del Sol - Idilio - Indio Bravo - People and Kings - El Violinista - Virgin after a Copy of Murillo |

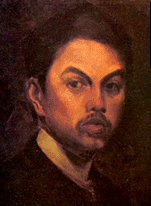
Juan Luna, Selbstporträt
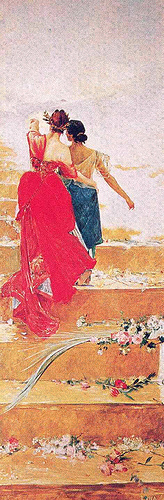
Juan Luna, España y Filipinas (1886)
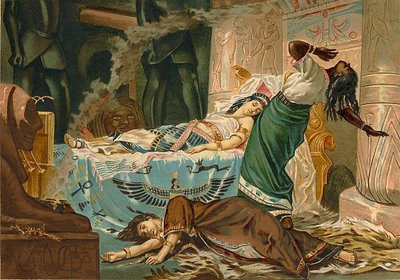
The Death of Cleopatra, ca. 1881
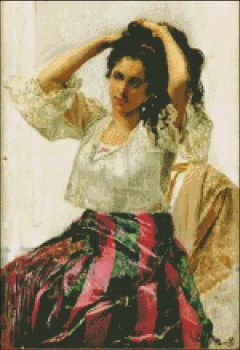
Una Mestiza
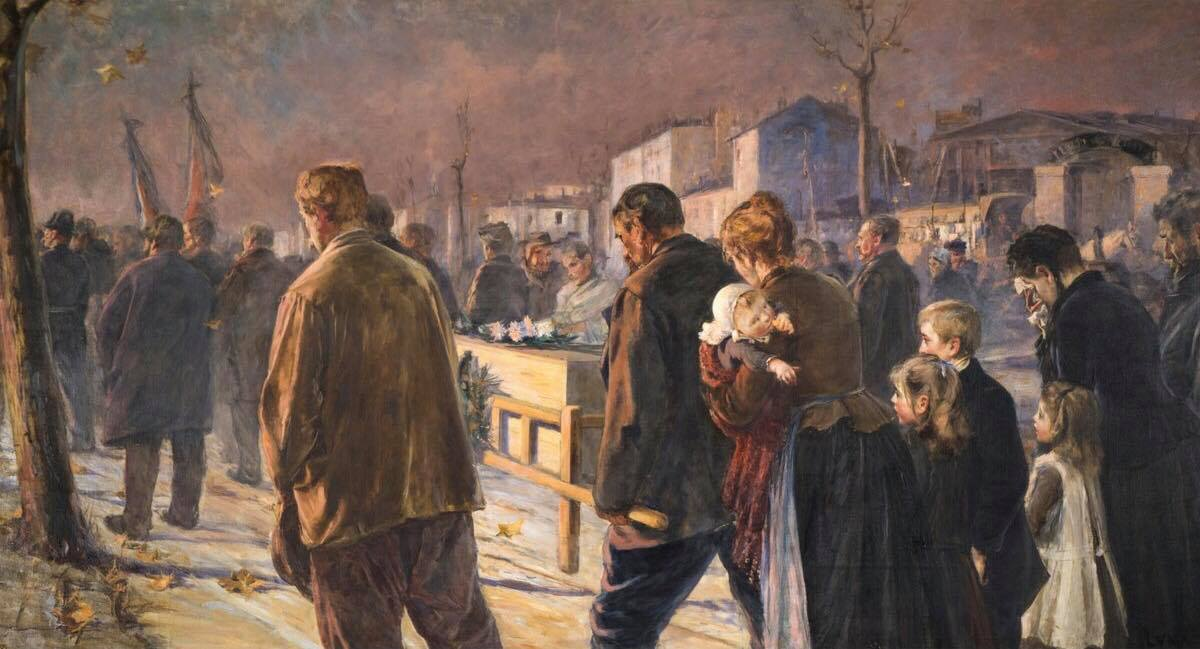
Hnsung Heroes, 1891
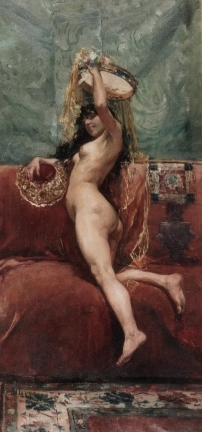
Nu Femení, 1885

Zu Ehren Juan Lunas wurden in Manila eine Hauptstraße und eine Schule nach ihm benannt.
Sein bedeutendstes Werk, Spoliarium, befindet sich heute im Nationalmuseum von Manila.